# Еврейская больница (Берлин)

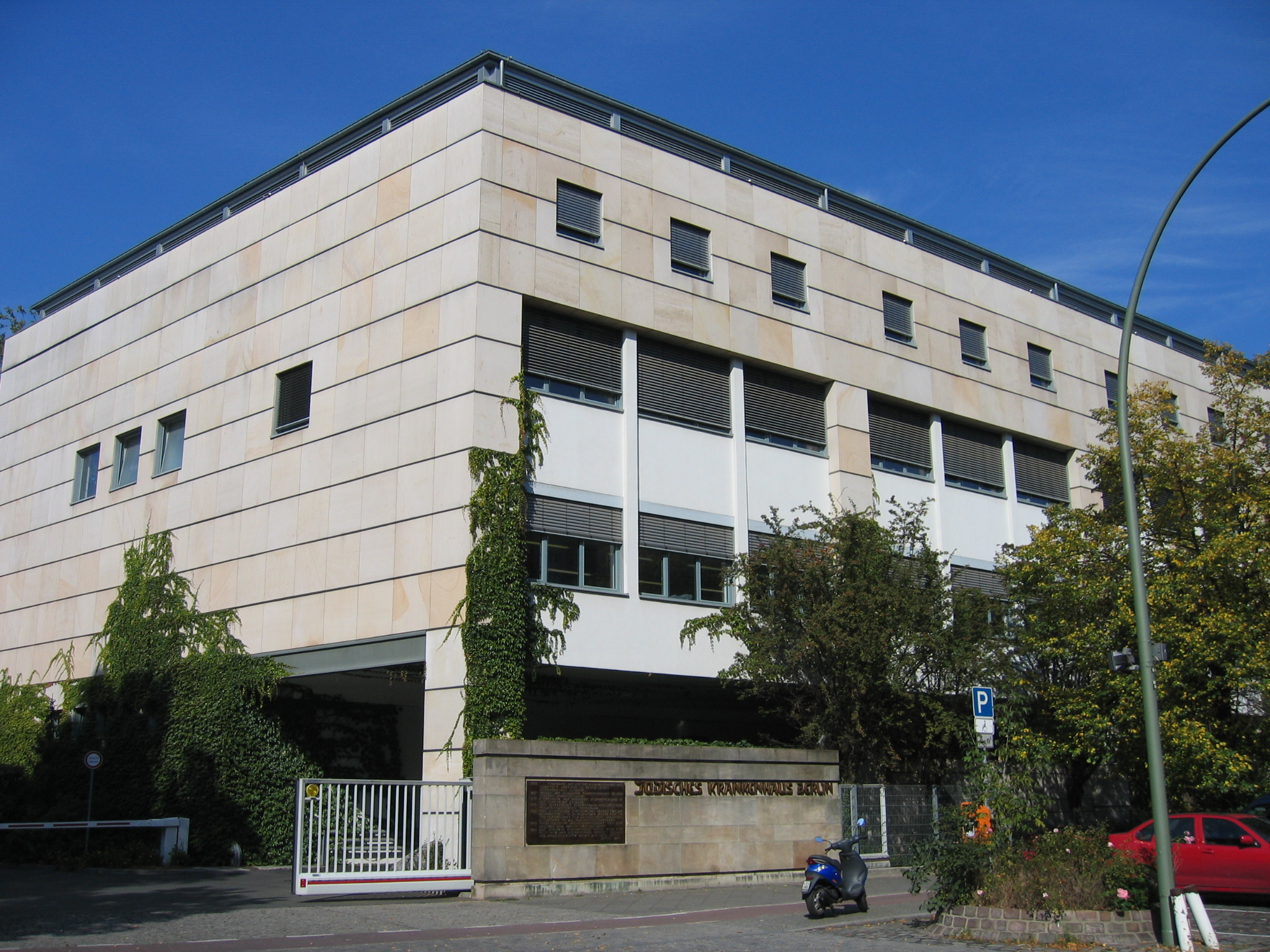
Новое здание на Хайнц-Галински-штрассе

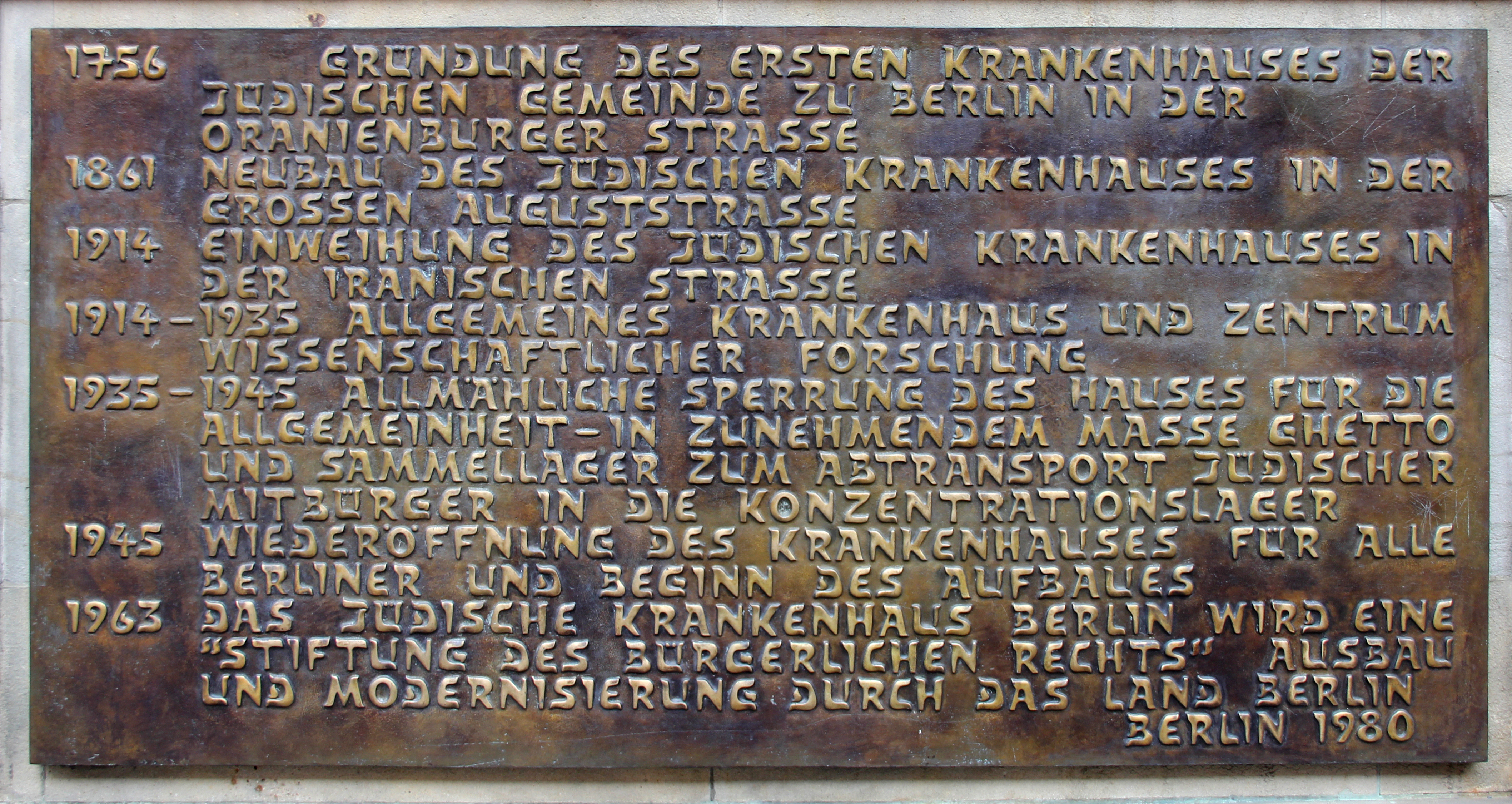
Мемориальная доска на доме Хайнц-Галински-штрассе, 1 в Гезундбруннене

Еврейская больница (нем. Jüdisches Krankenhaus Berlin) — больница в берлинском районе Гезундбруннен. Является учреждением гражданского права под эгидой Шарите в качестве академической учебной больницы. Больница располагает 305 койками, в ней работают 500 человек.

## История
В 1756 году на Ораниенбургерштрассе в Шпандауском предместье в Берлине была построена первая Еврейская больница. В то время это была единственная крупная больница в Германии, обеспечивавшая потребности еврейской общины. В связи с нехваткой мест в 1861 году её перевели на Аугустштрассе, в непосредственной близости от Новой синагоги, открытой в 1866 году. Эдуард Кноблаух построил новое здание в классическом стиле из клинкерного кирпича. Благодаря тому, что в больнице работали всемирно известные врачи, применялись современные методы лечения и, вероятно, также из-за близости к университетской больнице Шарите, которая находилась на расстоянии около одного километра, еврейскую больницу иногда называли «Маленьким Шарите». Еврейская больница также пользовалась хорошей репутацией среди неевреев. Число пациентов неуклонно увеличивалось, и в 1914 году больнице пришлось переехать из района Митте в Гезундбруннен в новое здание в стиле модерн на Экзерцирштрассе (с 1935 года: Иранише-штрассе). Архитекторами нового здания были Конрад Реймер и Фридрих Кёрте, чьи больничные здания в настоящее время занесены в список исторических памятников.
При национал-социалистах с 1933 года больнице было запрещено обслуживать «арийцев». Впоследствии сотрудники нееврейского происхождения были вынуждены уволиться. Больнице неоднократно угрожали закрытием; неоднократные грабежи и плохая ситуация с поставками ухудшали условия её работы. В октябре 1942 года Вальтер Люстиг был назначен медицинским директором Еврейской больницы. Помимо ограничения доступа к больнице для широкой публики, она фактически превращалась в гетто и использовалась как транзитный лагерь для вывоза берлинских евреев в лагеря смерти. Когда Еврейская больница была занята Красной Армией в 1945 году, там находилось около 370 пациентов, чуть менее 1000 интернированных, 93 детей, а также 76 заключённых полицейского участка.
Сразу после Второй мировой войны, возобновилось функционирование больницы, которая стала предоставлять услуги для широкой публики (а не только для евреев). С тех пор здание достраивалось, также появились новые здания. В 1998 году было построено новое здание с кафетерием.

## Правовая форма
После Холокоста финансирование больницы все чаще становилось проблемой для еврейской общины Берлина: еврейская жизнь в Берлине была почти полностью разрушена, а число членов общины было небольшим. До Холокоста в Берлине проживало более 172 тыс. евреев — в 1945 году их осталось немногим более шести тысяч. По этой причине в 1963 году больница была преобразована в (один из немногих в ГДР) частный фонд, который финансировался не только еврейской общиной, но и властями социалистического Берлина.